# Панчев, Стойчо
Стойчо Панчев Вылчев (болг. Стойчо Панчев Вълчев, *6 марта 1933, Лисец область Ловеч, Болгария - 30 августа 2014, София, Болгария) — болгарский метеоролог, математик и физик, член Болгарской академий наук (БАН).

## Биографические данные
Стойчо Панчев родился в Лисеце 1933 года. В 1951 окончил гимназию имени Христо Кирпачева в Ловече (ныне святого Климента Охридского) с отличными оценками, а 1956 году стал выпускником Софийского университета (физический факультет, специальность «Физика»). Специализировался на метеорологии, повышал свою квалификацию в СССР (1962–1963, 1973–1974), США (1967–1968) и Японии.
Окончив аспирантуру в БАН, с 1959-го работал ассистентом на кафедре метеорологии и геофизики Софийского университета. В 1963 стал доцентом в 1970 — профессором. Был заведующим кафедрой физики в 1974–1994 годах и деканом физического факультета того же университета (1979–1983). Под его руководством защитили диссертации 15 аспирантов. В университете работал до 2002 года.
В 1965 году стал доктором физических наук. С 1985-го Панчев член-корреспондент, а с 1997 — академик БАН. Был заместителем председателя этой академии (1988–1991). Работал в Центральной лаборатории солнечно-земного взаимодействия при БАН с 2002 по 2008 год. В 1995–1997 годах был заместителем председателя Высшей аттестационной комиссии при Совете министров Болгарии. Член Английского королевского метеорологического общества, Американского метеорологического общества, Международной ассоциации по математической физике, Союза ученых Болгарии.

## Научная деятельность
Панчев был профессором базовых и специализированных курсов (общей и динамической метеорологии, турбулентности, теории хаоса и др.). Вел теоретические исследования в области геофизической гидродинамики (турбулентность, побережные слои, волны), теории хаоса, линейные функции динамика природных и социальных явлений, истории физики. Ученый активно развивал проблематику в таких дисциплинах, как социальная динамика, популяционная динамика, национальная безопасность. Он построил ряд физических и математических моделей конкретных явлений, которые изучаются в этих отраслях.
Панчев автор более 250 научных статей в болгарских и зарубежных изданиях. Написал книги «Теория хаоса» (1996), «Физика атмосферы», «Основы атмосферной физики», «Общая метеорология», «Атмосферные явления», «Динамическая метеорология» (1981), «Случайные функции и турбулентность» (1965), «Путь дождевой капли» и другие. Его труды переведены на английский, русский и китайский языки.
Стойчо Панчев выступал с докладами на отечественных и международных конференциях, читал лекции в университетах России, США, Японии, Сербии и других. Он член редакционных коллегий научных журналов Болгарии, Германии,Венгрии, Китая, Индии и др.

## Монографии
- (1965) «Случайни функции и турболентност», (Random Functions and Turbulence, Oxford: Pergamon Press, 1971)
- (1975) «Математически спектрален анализ», София: Наука и изкуство
- (1981) «Динамична метеорология» , София: су (Dynamic Meteorology, Hague: D Reidel, 1985)
- (1996) «Теория на хаоса», Сек.: АИ «Проф. Марин Дринов». (2po С., 2001)
- Радев С., Панчев С., Витанов Н., 2012, Сек.: АИ «Проф. Марин Дринов». «Неустойчивост, хаос, турбулентност», ISBN 9789543225507

## Награды
- Димитровская премия, 1972
- Медаль «100 лет международной геофизике» от Международного геофизического комитета при Академии наук СССР
- Звание «Человек года» в области науки за 1991-1992 годы — от Международного биографического центра в Кембридж (Великобритания),
- Академическая награда БАН за успехи в популяризации науки, в частности книги «Теория хаоса», 1998
- Почетная награда Софийского университета «Святой Климент Охридский» с синей лентой — за вклад в науку (2002)
- Медаль имени Марина Дринова — за вклад в деятельность БАН (2003)
- Звание почетного гражданина Ловеча (29 апреля 2009) — «за исключительный вклад в болгарскую и мировую науку».